# Mwai Kibaki
Emilio Stanley Mwai Kibaki (ur. 15 listopada 1931 w Gatuyaini, zm. 21 kwietnia 2022 w Nairobi) – kenijski polityk, w latach 1978–1988 wiceprezydent Kenii, w latach 2002–2013 prezydent kraju.

## Życiorys

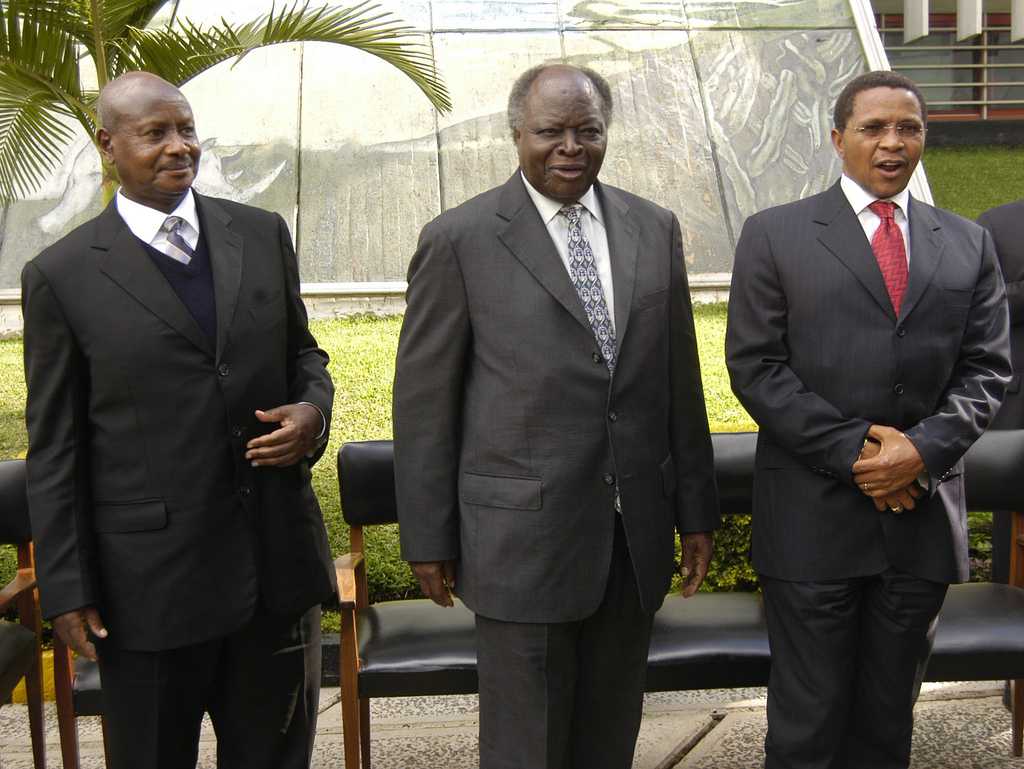
Spotkanie prezydentów Ugandy (z lewej), Kenii i Tanzanii (z prawej)

Kibaki urodził się w Gatuyaini. Studia skończył w Wielkiej Brytanii. W przeszłości był ministrem finansów. W 2002 stanął na czele opozycji, która wygrała wybory, a on został prezydentem.
W wyborach prezydenckich 27 grudnia 2007 według oficjalnych rezultatów Kibaki pokonał Railę Odingę, zdobywając 47% głosów, o 230 tysięcy więcej niż Odinga (44%). Wyniki nie zostały jednak uznane przez opozycję. Również zagraniczni obserwatorzy zakwestionowali wiarygodność ogłoszonych wyników. 30 grudnia 2007 Kibaki został oficjalnie zaprzysiężony na drugą kadencję. W kraju wybuchły zamieszki, które doprowadziły do śmierci co najmniej 350 osób.
Jego wizerunek został umieszczony na rewersie kenijskiej monety okolicznościowej o nominale 40 szylingów wyemitowanej w 2003 roku z okazji 40. rocznicy uzyskania niepodległości.